# Penstemon fendleri
Penstemon fendleri là một loài thực vật có hoa trong họ Mã đề. Loài này được Torr. & A. Gray mô tả khoa học đầu tiên năm 1857.